# Coulouvray-Boisbenâtre
Coulouvray-Boisbenâtre é uma comuna francesa na região administrativa da Normandia, no departamento Mancha. Estende-se por uma área de 17,44 km². Em 2010 a comuna tinha 554 habitantes (densidade: 31,8 hab./km²).